# 2629 Rudra
2629 Rudra este un asteroid descoperit pe 13 septembrie 1980 de Charles Kowal.